# XLVIII Festival Internacional de la Canción de Viña del Mar
El XLVIII Festival Internacional de la Canción de Viña del Mar, o simplemente Viña 2007, se realizó del 21 al 26 de febrero de 2007 en el anfiteatro de la Quinta Vergara, en Viña del Mar, Región de Valparaíso, Chile. Transmitido por Universidad Católica de Chile Televisión en conjunto con Televisión Nacional de Chile y producido por la Gerencia de Eventos Especiales de Canal 13. Fue dirigido por Ricardo de la Fuente y animado por Sergio Lagos y Tonka Tomicic.

## Desarrollo

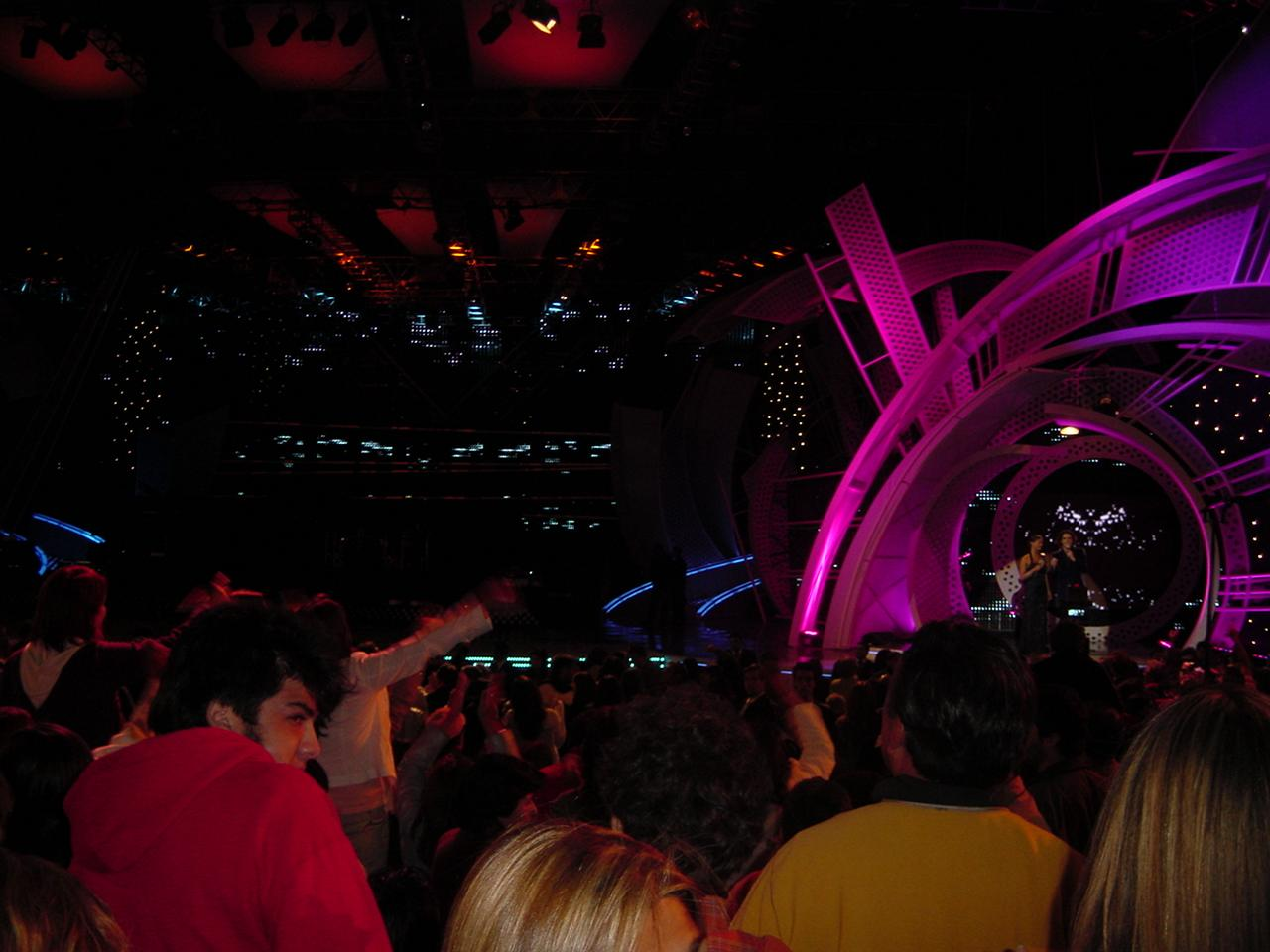
Escenario de la Quinta Vergara, mientras Sergio Lagos y Tonka Tomicic animan el show.

La XLVIII versión del Festival de Viña del Mar corresponde a la primera versión del certamen realizada en conjunto por dos canales en toda su historia. Universidad Católica de Chile Televisión, que se adjudicó por segunda vez la licitación, estableció un convenio de asociación con TVN. Este año destaca la reducción del número de artistas para que éstos puedan tener presentaciones más largas y así reducir en parte las largas jornadas anteriores que terminaban a altas horas de la madrugada. Además se transmitió por TV Chile para el resto del mundo.
El primer número confirmado del Festival correspondió al grupo chileno Los Tres, reagrupado durante 2006. El cantante Tom Jones sería el primer artista anglo, confirmado a fines de agosto de 2006, mientras que la banda chilena Los Bunkers se convirtió en el tercer grupo confirmado, a fines del mismo mes. Los restantes grupos fueron definidos en los meses posteriores.

### Día 1 (miércoles 21)
Dio inicio la primera noche con una obertura que mezcló danza étnica con un número de ilusionismo, del cual al interior de una caja apareció la pareja de animadores. La sola aparición de Tonka Tomicic provocó la primera señal de vida en el monstruo, que gritaba entusiasmadamente el nombre de la animadora. Tras el tradicional beso se presentó a La Oreja de Van Gogh, ante la ovación de un público femenino en su mayoría.
Comenzando con un homenaje a Víctor Jara en la canción Te recuerdo Amanda, el grupo ibérico se presenta nuevamente después de dos años, entusiasmando a un manso monstruo que le concede la primera antorcha de plata luego de siete canciones interpretadas. Sólo 20 minutos más fueron suficientes para que el público hiciera entrega a una emocionada Amaia Montero y compañía el preciado trofeo de oro, el cual regalaron a una niña fanática del público en silla de ruedas, regalo que fue en representación a todos sus seguidores. Cantando un par de temas más el grupo se retira, mientras los animadores presentan la Competencia Internacional.
En el intermedio de las competencias se hizo presente Mayumana, agrupación musical que logró la ovación del monstruo. A continuación los animadores dieron comienzo a la Competencia Folklórica, y finalmente se presentaba el último grupo de la primera noche, Bacilos, ante una Quinta Vergara notoriamente reducida en público a esas horas de la noche.
Bacilos, quienes hacían su última presentación como grupo antes de retirarse de los escenarios, lograron entusiasmar y hacer bailar a gran parte del público, recibiendo las antorchas de plata y oro, respectivamente. La primera jornada terminaba tranquilamente a las 2:30.

### Día 2 (jueves 22)
El segundo día del Festival marcó un hito histórico, al tener en el escenario de la Quinta Vergara al británico Tom Jones, considerado por muchos como el mejor artista que se ha presentado en años e incluso en la historia del certamen. Luego de una colorida y mágica obertura los animadores dieron comienzo al primer show de la noche, que tuvo una duración de 90 minutos, en el cual el galés interpretó nuevos temas -como la versión The Reason de Hoobastank-, y repasó gran parte de sus éxitos, los cuales cautivaron completamente al monstruo. Tom Jones terminó recibiendo dos antorchas y la primera gaviota de plata del certamen festivalero. Nuevamente como el primer día, al darse por terminada su presentación, gran cantidad del público abandonó el anfiteatro.
A continuación, se presentó un varieté a cargo del dúo Scott y Muriel previo a la competencia folclórica y, posteriormente, a la presentación de Mario Guerrero. El baladista surgido del programa Rojo Fama Contrafama y de la película homónima en ese entonces, tuvo un tibio recibimiento del público, a lo cual se sumaron problemas de audio que le hicieron pasar sin pena ni gloria por el escenario de la Quinta Vergara.
Luego de la competencia internacional, subió al escenario el grupo roquero Los Bunkers pasadas las 2 de la madrugada, a pesar de haberse estipulado que las jornadas tendrían una menor duración para evitar que diversos artistas se presentaran a altas horas de la noche. Los penquistas lograron levantar al poco público que quedaba y se llevaron las dos antorchas antes del cierre de la jornada a las 3.00.

### Día 3 (viernes 23)
Da comienzo la tercera noche del Festival con la acostumbrada obertura, destacándose la presencia del adulto mayor al final de esta. A continuación, Tonka Tomicic introduce la jornada, presentando una inesperada aparición de Sergio Lagos desde el público. Después de los comerciales, se escuchaba corear al monstruo el nombre de Gustavo Cerati. Luego de varias presentaciones previamente como parte de Soda Stereo, el argentino llegó a la Quinta Vergara cargado con las canciones de su último disco, Ahí Vamos. Cerati encendió a la audiencia, a pesar de que esta estuviera compuesta principalmente por niños y adolescentes fanáticos de Kudai, y tras más de una hora de presentación recibió ambas antorchas y una gaviota de plata.

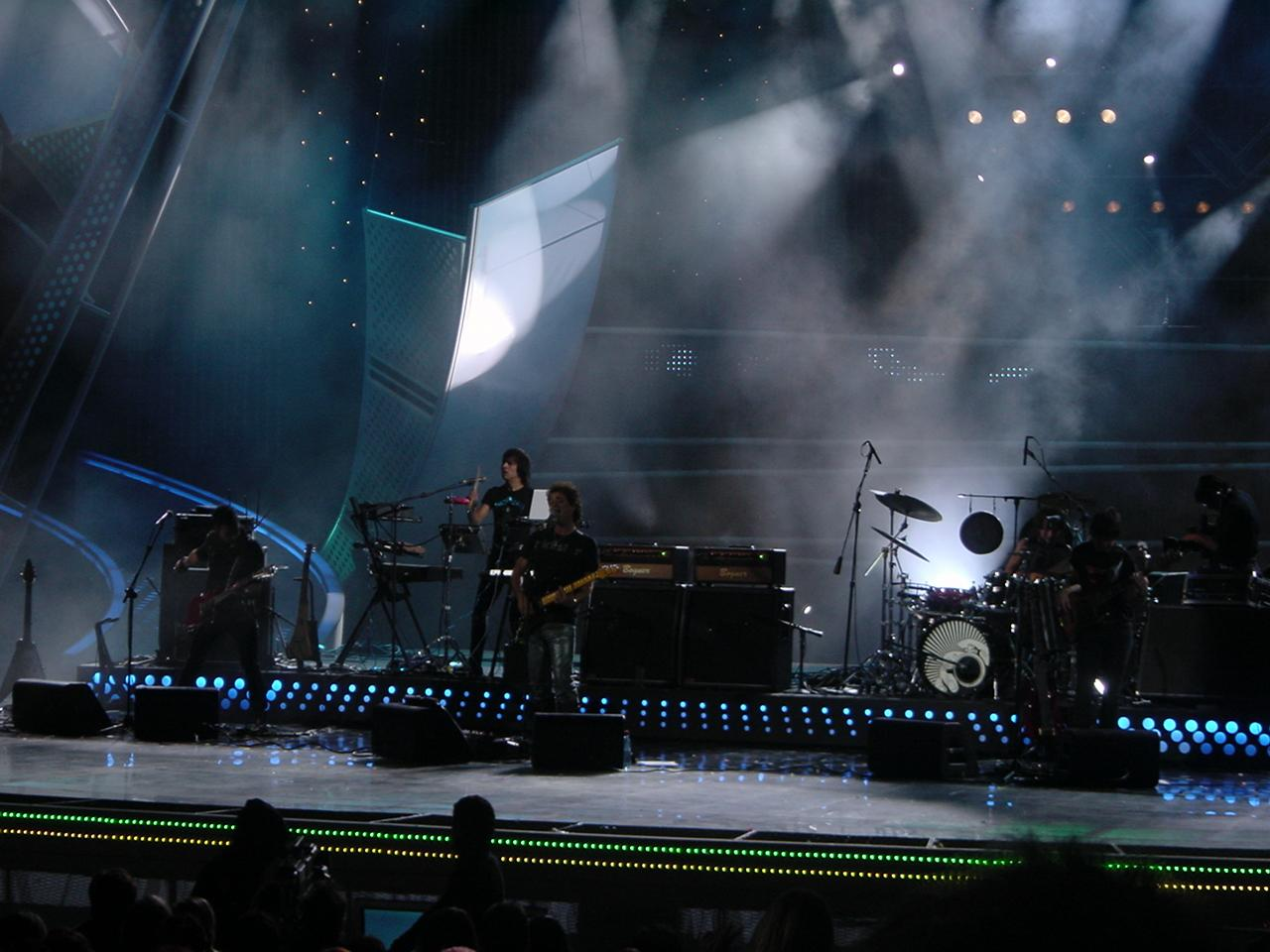
Gustavo Cerati presentándose al inicio de la jornada del 23 de febrero. Con su show en solitario pudo conquistar al público y llevarse todos los galardones.

Ana Torroja se presentó por primera vez en solitario ante la Quinta Vergara (previamente lo había hecho como parte de Mecano y en la gira junto a Miguel Bosé). Su impecable presentación conquistó al Monstruo, el cual le concede la antorcha de plata. Tras haber interpretado 14 canciones en una hora y siete minutos, Sergio despidió a la española, a pesar de que el público exigía la antorcha dorada y que la artista estaba preparada para cerrar su participación con Me cuesta tanto olvidarte, uno de los temas más clásicos de su antigua agrupación. Ante la salida de Torroja, el público comenzó a manifestar su desagrado; las pifias inundaron el recinto por casi una hora. Los animadores no lograron controlar al Monstruo que despertó como antaño y gritaba "¡Fuera, fuera!", "¡Antonio, Antonio!" (en alusión al antiguo animador del certamen, Antonio Vodanovic), además de varios insultos en contra de los animadores.
El abucheo se extendió durante toda la competencia internacional, y el público no se calmó hasta el comienzo de la presentación de la banda juvenil Kudai, uno de los artistas más populares de todo el certamen. Comenzando con su tema No quiero regresar y con ciertos problemas de sonido, el cuarteto logró en pocos minutos la antorcha de plata, y tiempo después el galardón de oro, terminando con la jornada a las 3.15.

### Día 4 (sábado 24)
La cuarta jornada se inició con la presentación del Bafochi que recibe la ovación del público, el cual le entrega una antorcha de plata. Tras el fin de la presentación del ballet folclórico y la aparición de los animadores, Sergio Lagos pidió disculpas por los problemas sucedidos la noche anterior. Posteriormente, los conductores del evento presentaron por medio de payas a la banda chilena Los Tres, que estuvo en el escenario por cerca de 1 hora 50 minutos. 
La banda, rearmada durante 2006 tras años de separación, presentó una selección de sus mejores temas y algunos de su última placa, en medio de un show cargado con mensajes de características políticas: mientras cantaban, se mostraron imágenes que hablaban sobre el aborto y la píldora del día después, las que no fueron transmitidas a través de la televisión, y al final de Tu cariño se me va fue presentado un extracto de la grabación del discurso de Salvador Allende durante el golpe de Estado de 1973. A esto se sumó la participación de Fito Páez durante la interpretación del tema Déjate caer, que finalizó con todos los artistas en el suelo del escenario. Tras esa presentación, la banda ganó los tres trofeos disponibles.
Después del show de Los Tres, se dio comienzo a la competencia folclórica, que fue seguida por la presentación del humorista Álvaro Salas. Su rutina cargada de chistes cortos en que se trataron diversos temas cotidianos y de actualidad fue ovacionada por el público, especialmente tras la salida del grupo Pujillay, al que pertenecía Salas algunos años atrás. Sin embargo, el show se complicó cuando un grupo de deudores habitacionales intentaron boicotear la presentación gritando "¡Igualdad!", por lo que fueron retirados por Carabineros. Aun así, la inesperada interrupción no logró amedrentar al humorista, quien siguió con su rutina y terminó recibiendo antorchas de plata y de oro, antes de dar paso a la competencia internacional y al anuncio de los clasificados a la final folclórica: Colombia, México y Perú. 
A pesar de las altas horas de la noche, Fito Páez encendió al público. El argentino invitó a Álvaro Henríquez para interpretar Ciudad de pobres corazones y, posteriormente, a Rubén Rada, para cantar A rodar mi vida. Pasadas las 3.30, el Monstruo entregó al músico una antorcha de plata y una de oro, antes de cantar un último tema y cerrar la presentación a las 3.41.

### Día 5 (domingo 25)
La penúltima noche del Festival se inició directamente con la presentación de Bryan Adams, sin una obertura como sucedió en las noches anteriores. El canadiense logró gran éxito en el escenario e incluso hizo que una de sus fanáticas cantara junto a él. Luego de ganar Antorcha de Plata, de Oro y Gaviota, Adams se retiró y no volvió a pesar de la insistencia del público pues tenía compromisos pendientes.
A continuación fue presentada la semifinal de la competencia internacional y, una vez terminada, sube al escenario Luis Jara. El conocido cantante chileno hace gala de las mejores canciones de su gran trayectoria, e incluso bajó a la platea para dedicarle un bolero a la alcaldesa de la ciudad, Virginia Reginato. Unos minutos más bastaron para que el público le otorgara una antorcha de plata, y a continuación el trofeo de oro ante una previa y humilde negativa del artista. El cantante e integrante del jurado decide terminar su presentación cantando un repertorio de música chilena, logrando la completa ovación del Monstruo. Su show termina luego de 50 minutos de presentación, con un público pidiendo el galardón máximo del certamen, el que no es entregado finalmente.
Pasadas las 1.00, se hizo presente el acto de obertura a cargo del Bafochi, que baila danzas representativas de la cultura chilena, continuando con la final de la competencia folclórica. Luego de la presentación de las canciones finales, y mientras el jurado toma la decisión, sube al escenario Palta Meléndez. El humorista inicia su rutina como un estudiante que participaba en la Revolución pingüina con el que imita a diversos personajes de la política chilena, especialmente a Salvador Allende y Augusto Pinochet, a pesar de las críticas realizadas previamente de lo inconveniente de aquello a menos de tres meses de la muerte del exdictador. A pesar de ello, la rutina logra éxito y el público le entrega la antorcha plateada. En su regreso al escenario, el Palta hace una rutina sobre las diferencias entre hombres y mujeres, antes de retirarse definitivamente.
A las 2.43 comienza la premiación de la competencia folclórica, declarándose como ganadora la canción colombiana Me duele el alma. La canción ganadora es interpretada en el escenario, ante un público que sólo espera la presentación del grupo Lucybell y expresa su negativa con pifias. Antes de que el concierto de la banda roquera se presente, se dan a conocer las tres finalistas de la competencia internacional: Canadá, Chile y España.
Pasadas las 3.00, Lucybell hace entrada, ante un público que sigue enérgico pese a las altas horas de la noche. Después de 40 minutos de presentación, el grupo recibe la antorcha de plata, y el galardón de oro no se hace esperar. Finalmente le es entregada al grupo la gaviota de plata, mientras los animadores dan por finalizada la transmisión televisiva casi siendo las 4.00. El público corea por la gaviota de oro, la cual no es entregada tras ser eliminada en 2005, y Lucybell interpreta un último tema antes de finalizar la penúltima jornada.

### Día 6 (lunes 26)
Comienza la última noche del Festival 2007 con el saludo inicial de Sergio Lagos y Tonka Tomicic, quien dan el pase a uno de los artistas más esperados del certamen: Ricky Martin. Con una gran presentación de músicos y bailarines hace entrada el puertorriqueño, quien tiene revolucionado al público, compuesto principalmente por mujeres. Cantando algunos de sus más conocidos temas, cambiándose cada cierto tiempo de vestuario y dejando sin aliento con sus movimientos a las jóvenes del público, Ricky ha provocado una verdadera fiesta como pocas vistas en la Quinta Vergara. Después de una hora sobre el escenario los animadores entregan la antorcha de plata al cantante. La presentación continúa en el escenario, provocando que el público ovacione al cantante con los brazos en alto, desatándose completamente la euforia colectiva: 10 mujeres desmayadas y un intento por entrar ilegalmente a la Quinta Vergara, siendo detenido por el personal GOPE de Carabineros. Sólo 10 minutos más bastaron para que, siendo coreada por el Monstruo, Ricky Martin recibiera la Gaviota de Plata, a la vez que los animadores le piden un tema más al cantante, ignorando la petición del público por una extinta Gaviota de Oro. La gente corea todas las canciones del puertorriqueño de inicio a fin, y los gritos por el que fuera el máximo galardón años anteriores no se podían ignorar más. Finalmente, se decidió entregarle una segunda gaviota de plata al cantante boricua, aunque la petición por la Gaviota de Oro continuó. Después de un par de canciones, Ricky Martin abandona el escenario haciendo el signo de la paz, mientras los conductores dan el pase a comerciales.
Después de la presentación del puertorriqueño, da comienzo la obertura de la noche final, a cargo de la coreógrafa Claudia Miranda, la cual incluye a Tonka Tomicic bailando con el ballet, siendo ovacionada al final por el público. Da comienzo la final de la competencia internacional, y mientras el jurado elige la canción ganadora se da a conocer al artista más popular de este certamen, resultando ser La Oreja de Van Gogh, con 87.565 votos, repitiéndose lo sucedido en el 2005.
Luego de conocerse al artista más popular, es presentado el cantante argentino y miembro del jurado de la competencia internacional, Axel. Con un piano en el escenario, el Monstruo cae rápidamente rendido ante los románticos temas del cantante. Después de tres temas, es despedido sin recibir premios.
Luego de esta presentación, se conocen los ganadores de la Competencia Internacional. Como mejor intérprete fue galardonado el canadiense Julio Ness, quien interpretó el tema Can you dance. Fue su segunda Gaviota de Plata, luego de que en 1984 también ganara el premio al mejor intérprete. La Competencia Internacional fue ganada por España, con la canción Cuando quieras volver, interpretada por el trío Materia Prima. La canción ganadora fue interpretada en el escenario, ante un público que nuevamente expresa su negativa con pifias, esperando el show que cerrará esta versión del Festival de Viña: Don Omar.
Sergio Lagos aparece colgando de un arnés desde el cielo del anfiteatro de la Quinta Vergara, y bajando al escenario mientras perrea con el Monstruo, da el pase junto a Tonka al último artista en presentarse esta jornada. Comenzando con imágenes y un juego de luces en el escenario hace ingreso Don Omar junto a sus bailarines, siendo vitoreado por el público en la Quinta Vergara. El puertorriqueño interpreta sus grandes éxitos, siendo cantados todos por el Monstruo, quien le corea Ídolo. Luego de media hora sobre el escenario el público le entrega la Antorcha de Plata. Don Omar reanuda su presentación cantando Dile y Cuéntale. Angelito vuela es introducida por el cantante con un mensaje a favor del cuidado ante el virus del VIH. A las 2.20 le es entregada al boricua la Antorcha de Oro, mientras ya se escuchaba la gaviota venir. Continuando el show con Dale, el reguetón se ha apoderado nuevamente de la Quinta Vergara. A las 2.35 los animadores le entregan la última Gaviota de Plata al Don Rey mientras el Monstruo insiste en pedir la Gaviota de Oro, tal como lo hizo con Ricky Martin, sin resultado. Después de la entrega de la Gaviota, además de una bandera chilena regalada por un joven del público, Sergio Lagos y Tonka Tomicic finalizan la transmisión televisiva, dando así el cierre oficial a la jornada; sin embargo, el show continúa en la Quinta Vergara, con Don Omar que es pedido por el público cada vez que se retira del escenario al grito de ¡Otra, otra!. La iluminación principal del anfiteatro se ha apagado, pero la presentación continúa en el escenario, siendo transmitido a estas instancias solo por Radio Cooperativa. Don Omar se retira definitivamente a las 2.57, dando así el término definitivo a la XLVIII versión del Festival Internacional de la Canción de Viña del Mar 2007.

## Curiosidades
- Durante la actuación del cantante Bryan Adams, parte del Monstruo empezó a lanzar pifias, se pensó en un momento que eran directamente en contra del artista por lo que incluso estuvo a punto de ser sacado del escenario, pero finalmente se descubrió que era la protesta del grupo de deudores habitacionales de ANDHA Chile, cuyo grupo fue dispersado por efectivos de Carabineros e incluso por parte del mismo público que si disfrutaba con el show del canadiense. De hecho, al día siguiente, el diario de circulación nacional La Hora titulaba "Bryan Adams casi fue bajado de la Quinta". Finalmente el show de Adams se desarrolló sin problemas.
- En la primera noche del festival, mientras era presentada la modelo Marlen Olivari como parte del jurado internacional, ella se puso de pie a saludar al público, pero accidentalmente dejó entrever parte de su pezón. Este hecho fue bautizado como el Marlenazo, algo similar a lo ocurrido en el año 2000 con la animadora Cecilia Bolocco.
- Fue la primera y última presentación de Gustavo Cerati como solista ya que en 1987 pisó la Quinta Vergara como vocalista de la banda argentina Soda Stereo, lamentablemente falleció el 4 de septiembre de 2014 producto de un Accidente cerebrovascular que sufrió después de su concierto en Venezuela durante la gira de su último álbum Fuerza Natural que lo mantuvo hospitalizado por 4 años.
- Mientras la ex Mecano Ana Torroja se presentaba en la tercera noche del festival de Viña, su presentación se vio empañada por las protestas por parte de ANDHA Chile que fue dispersado por las fuerzas policiales sin embargo también fue abucheada por el público ya que esa noche habían menores de edad que no podían trasnochar y esperar la presentación de la banda pop nacional Kudai que lamentablemente no pudieron verlos en vivo sino por televisión en sus casas y pasada las 2 A.M. se presentó Kudai con poco público.

## Jurado

### Competencia internacional
- Axel
- Tamara Conniff
- Alejo Smirnoff
- Luis Jara
- Marlen Olivari
- Felipe Camiroaga
- Hervé Vilard (presidente del jurado)

### Competencia folclórica
- Eva Ayllón (presidenta del jurado)
- Iván Valenzuela
- Rubén Rada
- Mario Guerrero
- Karla Constant

## Competencias

### Competencia internacional
| País           | Título                         | Autor                                      | Compositor                         | Intérprete        |
| Ganador        | Ganador                        | Ganador                                    | Ganador                            | Ganador           |
| -------------- | ------------------------------ | ------------------------------------------ | ---------------------------------- | ----------------- |
| España         | Cuando quieras volver          | Pedro Fernández de Valderrama Díaz         | Pedro Fernández de Valderrama Díaz | Materia Prima     |
| Finalistas     |                                |                                            |                                    |                   |
| Canadá         | Can you dance?                 | Giulio Paonessa                            | Giulio Paonessa                    | Julio Ness        |
| Chile          | Profundamente necesito tu amor | Alejandro Gaete                            | Alejandro Gaete                    | José Luis Moya    |
| Semifinalistas |                                |                                            |                                    |                   |
| Perú           | El reino de Kachundá           | Jean Paul Strauss                          | Jean Paul Strauss                  | Jean Paul Strauss |
| Venezuela      | Ya no quiero nada              | Miguel Mardeni Orfalli, Michell Aranguibel | Maryell Ávila, Gabriela Marcano    | Las Cherries      |
| Participantes  |                                |                                            |                                    |                   |
| Argentina      | Otra vez                       | Alejandro Romero                           | Alejandro Romero                   | Alejandro Romero  |
| Colombia       | Llévame contigo                | Claudia Arroyave, Carolina Cifuentes       | Claudia Arroyave                   | María-María       |
| Costa Rica     | Así me siento                  | Luis Ángel Castro                          | Luis Ángel Castro                  | Luis Ángel Castro |
| Estados Unidos | Hope and heartbreak            | Mitchel Delevie, David Morgan              | Mitchel Delevie, David Morgan      | Kevin Moore       |
| Francia        | Princess                       | Mickael Macia, Maxime Rivier               | Cedric Laroche, Mickael Muñoz      | NZH               |

- Mejor intérprete: Julio Ness,  Canadá.

### Competencia folclórica
| País          | Título                   | Autor                                 | Compositor                            | Intérprete             |
| Ganador       | Ganador                  | Ganador                               | Ganador                               | Ganador                |
| ------------- | ------------------------ | ------------------------------------- | ------------------------------------- | ---------------------- |
| Colombia      | Me duele el alma         | Leonardo Gómez Gómez, Diana Hernández | Leonardo Gómez Gómez, Diana Hernández | María Mulata           |
| Finalistas    |                          |                                       |                                       |                        |
| México        | La vida                  | Jesús Monarrez Benítez                | Jesús Monarrez Benítez                | Rodolfo Muñiz Gómez    |
| Perú          | De Lima, señores         | Carlos Rincón Ruiz                    | Carlos Rincón Ruiz                    | Gisella Yolanda Catter |
| Participantes |                          |                                       |                                       |                        |
| Argentina     | Pataleaba                | Gabriel y Juan Carlos Bazán           | Gabriel Bazán                         | XTO                    |
| Brasil        | Chega de chorar          | Muriel Lama Valenzuela                | Muriel Lama Valenzuela                | Muriel                 |
| Chile         | Doña Cholga tiene fiesta | Teresa Rodríguez                      | Teresa Rodríguez                      | Tere Rodríguez y grupo |

- Mejor intérprete: Rodolfo Muñiz,  México.

## Elección de la Reina

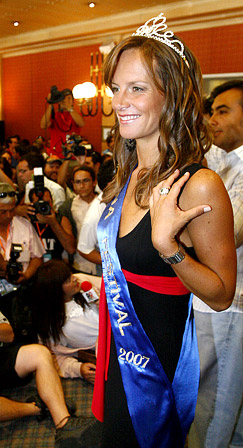
Diana Bolocco, tras ser coronada reina del Festival de Viña del Mar 2007.

El viernes 23 de febrero, todos los periodistas acreditados participaron en la elección de la Reina del Festival, elección organizada por el diario La Cuarta y con Gabriel Flores como anfitrión. Entre las favoritas se encontraban la jurado de la competencia internacional Marlen Olivari, Diana Bolocco, animadora de Alfombra Roja de Canal 13, y Viviana Nunes, animadora de Mira Quién Habla de Mega, estando las 2 primeras en medio de polémicas generadas por el comportamiento de ambas. Finalmente, la ganadora fue Diana Bolocco, que promovió varios eslogan como "De lo bueno poco, vota por la Bolocco" y "Es lo que hay", de forma similar a la campaña de Tonka Tomicic en la versión pasada del evento.
De los 284 votos, las más votadas fueron:
1. Diana Bolocco, animadora de televisión de Canal 13: 50 votos
2. Marlen Olivari, showoman: 48 votos
3. Alejandra Plaza, modelo argentina: 40 votos
4. Gisela Molinero, modelo y vedette argentina: 35 votos.
5. Eli de Caso, animadora de televisión de Canal 13: 34 votos.
6. Viviana Nunes, animadora de televisión de Mega: 23 votos.
7. Yamna Lobos, bailarina: 21 votos

Cabe mencionar que este año, a diferencia del anterior, el opinólogo Felipe Avello logró erigirse como el Rey del Festival, destacándose su performance en la piscina, lugar donde se quitó su traje de baño, ofreciéndoselo a la prensa.

## Entradas
- Galería: $7.900 - US$14,7
- Platea: $13.500 - US$25,0
- Platea Golden: $18.000 - US$33,4
- Platea Premium: $32.000 - US$59,4
- Platea Preferencial: $49.000 - US$90,9
- Palco: $64.000 - US$118,7
- Box VIP (10 personas): $640.000 - US$1.187,3

Cifras expresadas en pesos chilenos y en dólares estadounidenses. Conversión realizada según datos del 21 de febrero de 2007 (US$1 = CL$539,06)

## Programas satélite

### Canales oficiales
- Festival de Vivi del Mar (matinal, Canal 13)
- Buenos Días a Todos (matinal, TVN)
- Alfombra Roja (espectáculos, Canal 13)
- Viña tiene Festival (misceláneo, TVN)
- La Movida del Festival (misceláneo, Canal 13)
- Teletrece (noticiero, Canal 13)
- 24 Horas (noticiero, TVN)

### Canales no oficiales
- Intrusos en la Televisión (espectáculos, Red Televisión)
- Mucho Gusto (matinal, Mega)
- Mira Quién Habla (espectáculos, Mega)
- SQP (espectáculos, Chilevisión)